# Укрепление Оривирта

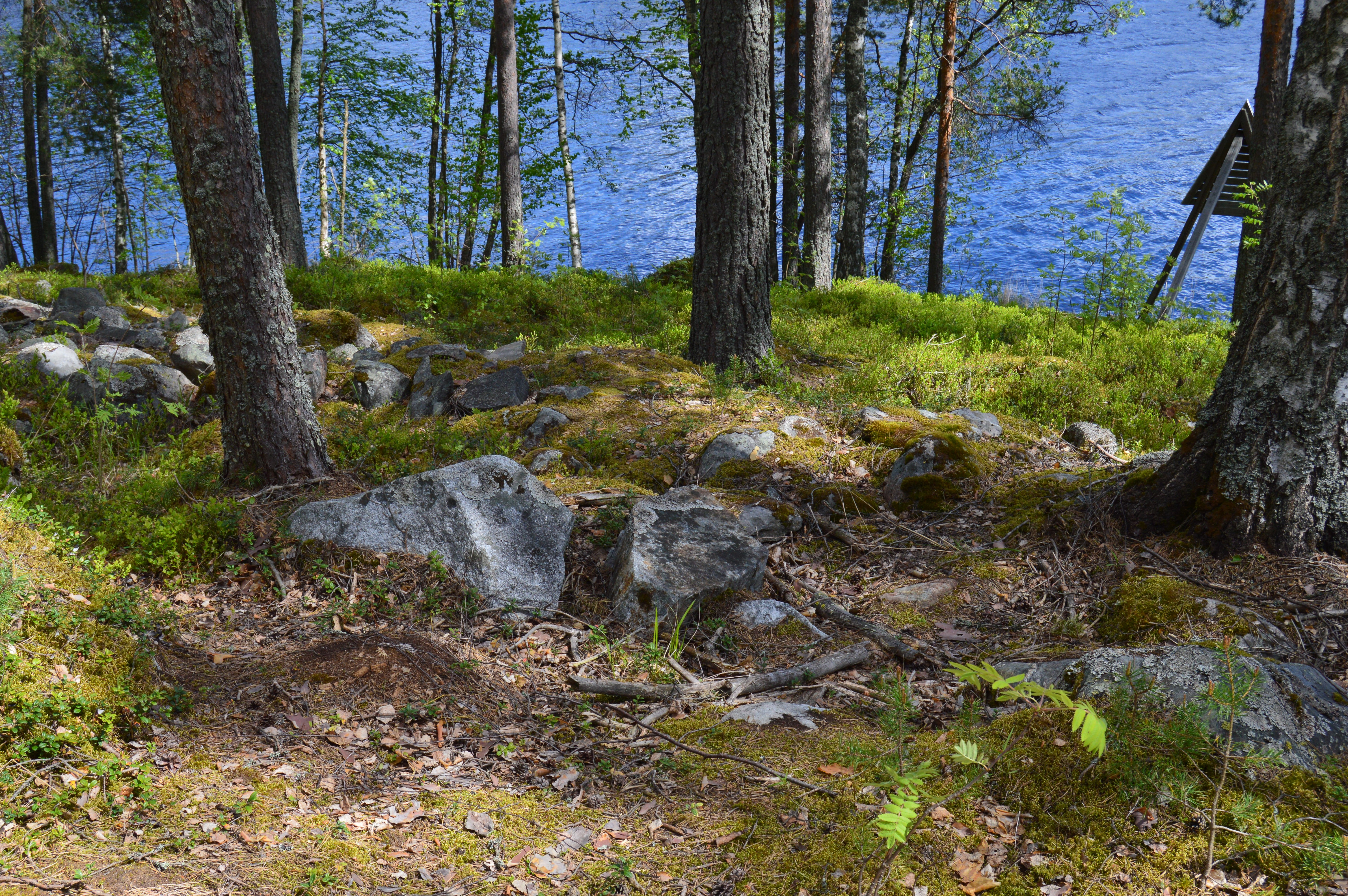

Укрепление Оривирта (фин. Orivirran saarto) представляет собой руины крепости-шанца XVI-го века, расположенные в местечке Савонранта, Финляндия.
В 1546 году русские жаловались[кому?], что шведы вырубают лес и собирают камни на берегах озера Оривеси и пролива Оривирта, то есть предположительно крепость строилась в период между 1540 и 1550 годами. Согласно некоторым источникам, до закладки крепости здесь располагался сторожевой пост, основанный уже в XV веке во времена строительства Олафсборга.
Крепость Оривирта использовалась до начала XVII века.
В 1500-х годах в крепости был гарнизон 300—400 солдат и насчитывалось 5 — 10 пушек .
Во время Русско-шведской войны (1590—1595), в октябре 1592 года группа из более чем ста казаков двинулась из Сумского острога Карелии в сторону укрепления Оривирта с намерением его разрушить. По пути к ним присоединились карелы. Наступление произошло с северной стороны Савонранты, где казаки застали врасплох пограничный отряд, расположившийся для просушки одежды. 25 пограничников погибли, а те, кому удалось спастись, не успели предупредить защитников крепости. Крепость была разрушена, и согласно книге счетов Олафсборга защитники потеряли около 200 человек, судно, оснащенное четырьмя пушками, четыре легких пушки и другое вооружение. Есть сведения, что военнопленных увели в Москву. Русские взяли и другие военные трофеи, а парусное судно оставили карелам.
Укрепление было преобразовано в сторожевой пост в 1610-х годах и снова укреплено в 1656 году (Русско-шведская война 1656—1658 годов).
С течением времени крепость разрушилась до основания, и ее руины стали практически неразличимы. В районе цитадели крепости Оривирта в период с 1988 по 1993 годы проводились археологические исследования. Раскопки показали, что, помимо крепости, в этом районе, вероятно, находилось доисторическое поселение.
В 1965 году на месте укрепления Оривирта установлена памятная доска.